# درو فورسيث
درو فورسيث (بالإنجليزية: Drew Forsythe)‏ هو كاتب سيناريو ومغني وممثل أسترالي، ولد في 23 أغسطس 1949 في سيدني في أستراليا.

## وصلات خارجية
- درو فورسيث على موقع IMDb (الإنجليزية)
- درو فورسيث على موقع ميوزك برينز (الإنجليزية)
- درو فورسيث على موقع أول موفي (الإنجليزية)
- درو فورسيث على موقع قاعدة بيانات الأفلام السويدية (السويدية)
- درو فورسيث على موقع قاعدة بيانات الفيلم (الإنجليزية)
- درو فورسيث على موقع كينوبويسك (الروسية)